# Dominologi
Dominologi er debutalbummet fra den danske rapper L.O.C., der blev udgivet den 12. oktober 2001 af Virgin Records. Det er hovedsageligt produceret af Rune Rask og Troo.L.S.

## Spor
| #   | Titel                              | Sangskriver(e)                                          | Producer(e)                      | Længde |
| --- | ---------------------------------- | ------------------------------------------------------- | -------------------------------- | ------ |
| 1.  | "Vil du bange?"                    | Liam O'Connor, Troels Nielsen                           | Rune Rask, Troo.L.S.             | 2:11   |
| 2.  | "Drik din hjerne ud"               | O'Connor, Rune Rask, Nielsen                            | Rune Rask, Troo.L.S.             | 3:48   |
| 3.  | "20 måder"                         | O'Connor, Rask, Nielsen                                 | Rune Rask, Troo.L.S.             | 3:41   |
| 4.  | "Klare den som os"                 | O'Connor, Rask, Nielsen                                 | Rune Rask, Troo.L.S.             | 3:21   |
| 5.  | "Dominologi" (featuring Jokeren)   | O'Connor, Rask, Nielsen, Jesper Dahl                    | Rune Rask, Troo.L.S., L.O.C.     | 3:05   |
| 6.  | "Fra min blok"                     | O'Connor, Rask, Nielsen                                 | Rune Rask, Troo.L.S.             | 3:43   |
| 7.  | "Kvalivare" (featuring Suspekt)    | O'Connor, Rask, Nielsen, Andreas Duelund, Emil Simonsen | Rune Rask, Troo.L.S.             | 6:06   |
| 8.  | "50/50"                            | O'Connor, Rask, Nielsen                                 | Rune Rask, Troo.L.S.             | 2:53   |
| 9.  | "Absinthe"                         | O'Connor, Rask, Jonas Vestergaard                       | Rune Rask, Troo.L.S., Prinz John | 3:13   |
| 10. | "I kender det"                     | O'Connor, Rask, Nielsen                                 | Rune Rask, Troo.L.S.             | 4:56   |
| 11. | "XXX-Ho's"                         | O'Connor, Rask, Nielsen                                 | Rune Rask, Troo.L.S.             | 3:43   |
| 12. | "Ring lige"                        | O'Connor, Rask, Nielsen                                 | Rune Rask, Troo.L.S.             | 4:53   |
| 13. | "Nede for alt Pt. 2"               | O'Connor, Rask, Nielsen                                 | Rune Rask, Troo.L.S.             | 3:32   |
| 14. | "Hvad vil du gøre" (featuring U$O) | O'Connor, Rask, Nielsen, Ausamah Saeed                  | Rune Rask, Troo.L.S.             | 3:50   |
| 15. | "Derfor banger jeg'"               | O'Connor, Rask, Nielsen                                 | Rune Rask, Troo.L.S.             | 4:36   |